# Duda (Fußballspielerin, 2001)
Maria Eduarda Ferreira Sampaio, oder mit Spitznamen auch Duda genannt (* 18. Mai 2001 in Jequeri, MG), ist eine brasilianische Fußballspielerin.

## Karriere

### Verein
Ihr Debüt im Erwachsenenbereich machte sie bei América Mineiro in Belo Horizonte in der Saison 2017. Zur Spielzeit 2019 schloss sie sich dann wiederum den Lokalrivalen Cruzeiro EC an. Nachdem hier ihr Vertrag zum Ende der Saison 2021 auslief, schloss sie sich SC Internacional aus Porto Alegre an. Seit der Saison 2023 spielt sie beim SC Corinthians in São Paulo.

### Nationalmannschaft
2019 trat Duda mit der U-19 Auswahl in vier Spielen (fünf Tore) in der Südamerikameisterschaft und zweien in Freundschaftsspielen der U-20 Auswahl an, ein Tor. Nach einem weiteren Freundschaftsspiel mit der U-20 im Januar 2020, reiste die Spieler im März mit der brasilianischen U20 zur Südamerikameisterschaft 2020 teil und bekam hier in allen vier Partien der Gruppenphase Einsatzzeit.
Bei der A-Nationalmannschaft hatte sie ihr Debüt im Jahr 2022. Nachdem sie bereits 2020 erstmals in den Kader berufen wurde, wurde sie während der Copa América 2022 erstmals eingesetzt. Hier wurde sie bei dem schlussendlichen 4:0-Sieg über Argentinien im ersten Gruppenspiel für Ary Borges in der 70. Minute eingewechselt. Zum 4:0-Schlusstreffer in der 87. Minute machte sie dann zudem noch die Vorarbeit. Danach kam sie noch in zwei weiteren Gruppenspielen zum Einsatz und erzielte gegen Peru im letzten dieser Spiele auch noch ihr erstes Länderspieltor. Auch im Halbfinale wurde sie in der zweiten Halbzeit noch einmal eingewechselt.
Am Ende gewann sie mit als Teil der Mannschaft das Turnier mit einem 1:0-Sieg über Kolumbien im Finale und wurde so Südamerikameister. Dies qualifizierte ihre Mannschaft dann zugleich zudem noch für die Weltmeisterschaft 2023.
Im Juli 2024 reiste Duda mit der Auswahl als Teil des Olympiakaders nach Paris. In dem Turnier stand sie im ersten Spiel gegen Nigeria in der Startelf. Insgesamt bestritt sie bei den Spielen alle sechs möglichen Spiele, welche sie ins Finale und zum Gewinn der Silbermedaille führten. Davon stand sie vier Mal in der Startelf.
Bei der Copa América der Frauen 2025 bestritt Duda fünf von sechs möglichen Einsätzen und konnte bei der erfolgreichen Titelverteidigung zwei Tore beisteuern.

## Erfolge
Nationalmannschaft
- Silbermedaille bei den Olympischen Spielen: 2024
- Copa América: 2025

América Mineiro
- Staatsmeisterin von Minas Gerais: 2018

Corinthians
- CONMEBOL Copa Libertadores: 2023, 2024
- Brasilianische Meisterin: 2023, 2024
- Brasilianischer Superpokal: 2024
- Staatsmeisterin von São Paulo: 2023

## Auszeichnungen
- Torschützenkönigin der Staatsmeisterschaft von Minas Gerais: 2018, 2021
- Prêmio Craque do Brasileirão: Beste Spielerin 2022
- Bola de Prata: Mannschaft des Jahres 2023, Mannschaft des Jahres 2024[8]